# Henry Czerny
Henry Czerny (Toronto, 8 februari 1959) is een Canadees acteur. Hij speelde in diverse films en series, waaronder Mission Impossible, Scream VI en The Boys of St. Vincent.

## Filmografie

### Film
- 1986: The Fly, als beschermheer
- 1992: Buried on Sunday, als Nelson
- 1993: I Love a Man in Uniform, als Joseph Riggs
- 1994: Cold Sweat, als Sean Mathieson
- 1994: Clear and Present Danger, als Robert Ritter
- 1994: Anchor Zone, als Lawson Hughes
- 1995: When Night is Falling, als Martin
- 1995: The Michelle Apartments, als Alex
- 1995: Jenipapo, als Michael Coleman
- 1995: Notes from Underground, als 'The Undergound Man'
- 1995: Johnston...Johnston, als Johnston
- 1996: Mission: Impossible, als Eugene Kittridge
- 1997: The Ice Storm, als George Clair
- 1999: Kayla, als Asa Robinson
- 1999: After Alice, als Harvey
- 2000: Cement, als Truman
- 2001: Almost America, als Steven
- 2003: The Failures, als Frank Kyle
- 2004: The Limit, als Denny
- 2005: Chaos, als kapitein Martin Jenkins
- 2005: The Exorcism of Emily Rose, als Dr. Jared Briggs
- 2006: The Pink Panther, als Yuri 'the Trainer Who Trains'
- 2006: Conversations with God, als Neale Donald Walsch / God
- 2006: Frido, als Mr. Bottoms
- 2007: The Fifth Patient, als Gerard Pinker
- 2010: Ice Castles, als Marcus
- 2010: The A-Team, als regisseur McCready
- 2015: Remember, als Charles Guttman
- 2016: The Other Half, als Jacob
- 2017: The Curse of Buckout Road, als detective Roy Harris
- 2019: Ready or Not, als Tony Le Domas
- 2021: The Righteous, als Frederic Mason
- 2021: Charlotte, als verschillende stemrollen
- 2023: Scream VI, als Dr. Christopher Stone
- 2023: Mission: Impossible – Dead Reckoning Part One, als Eugene Kittridge
- 2023: Zombie Town, als Richard Landro
- 2024: Our Little Secret, als Mitchell
- 2025: Bunny, als Rabbi
- 2025: Mission: Impossible – The Final Reckoning, als Eugene Kittridge

### Televisie
- 1986: The Edison Twins, als Carl Wallace
- 1986: Night Heat, als David Marks
- 1989: Friday the 13th: The Series, als Joe
- 1990: T. and T., als officier Dennison
- 1990-1992: Street Legal, als Christopher Szabo / John Connors
- 1991: Katts and Dog, als Gregory O'Toole
- 1992: Top Cops, als Sessler / Engelking
- 1992: The Boys of St. Vincent, als broeder Peter Lavin
- 1992: The Sound and the Silence, als Casey Baldwin
- 1994: Trial at Fortitude Bay, als Daniel Metz
- 1994: Ultimate Betrayal, als Ed Rodgers
- 1996: For Hope, als Ken Altman
- 1997: Promise the Moon, als Royal Leckner
- 1998: Glory & Honor, als Robert Peary
- 1999: External Affairs, als Danny Jackman
- 1999: P.T. Barnum, als Greenwood
- 2000: Possessed, als Raymond McBride
- 2000: Range of Motion, als Ted Merrick
- 2001: Haven, als Ernst
- 2001: Further Tales of the City, als Luke
- 2002: Salem Witch Trials, als Samuel Parris
- 2003: CSI: Crime Scene Investigation, als Alan Brooks
- 2005: The Eleventh Hour, als Max Mallett
- 2005: Kojak, als Robert Mercher
- 2006: Ghost Whisperer, als Matt Mallinson
- 2006: Three Moons Over Milford, als Carl Davis
- 2007: The Tudors, als Thomas Howard 3rd Duke of Norfolk
- 2008: Flashpoint, als Jack Swanson
- 2008: Monk, als Aaron Larkin
- 2009: Prayers for Bobby, als Robert Griffith
- 2009: Christmas Dreams, als Norman
- 2010: Less Than Kind, als David Rosen
- 2011: Falling Skies, als Terry Clayton
- 2011-2014: Revenge, als Conrad Grayson
- 2015, 2020: Supergirl, als Winslow Schott sr. / Toyman
- 2016: Rosewood, als Arthur Lee Izikoff
- 2016-2017: Quantico, als Matthew Keyes
- 2017: When We Rise, als David Boies
- 2018: Sharp Objects, als Alan Crellin
- 2020: Schitt's Creek, als Arthur "Artie" Camden
- 2021: Blade Runnes: Black Lotus, als Dokter M (stemrol)

### Computerspel
- 2016: LEGO Dimensions, als Eugene Kittridge